# Angelico Aprosio
Angelico Aprosio (Ventimiglia, 29 de octubre de 1607 - Ventimiglia, 23 de febrero de 1681), conocido también con el nombre de Padre Ventimilla, fue un religioso agustino, crítico y bibliógrafo italiano.

## Biografía
En 1623 entró en la Orden de San Agustín, cuyo noviciado pasó en Génova. Entonces, o al tiempo de su profesión al año siguiente, fue cuando tomó el nombre de Angélico en lugar del de Luis (Ludovico) que tenía. Viajó después por asuntos de su Orden, y visitó sucesivamente a Florencia, Bolonia, Ferrara, Pádua y Venecia y a otras muchas ciudades, haciéndose amigos por todas partes entre la gente ilustrada, e instruyéndose con curiosidad sobre cualesquiera particularidades literarias de cada pueblo por donde pasaba. La permanencia más larga fue la de Venecia, donde hizo imprimir la mayor parte de sus obras.
Fue profesor de bellas letras en Venecia y reunió una biblioteca de más de cinco mil volúmenes. Aprosio legó su biblioteca a la ciudad natal, Ventimilla, pequeña y animada ciudad italiana en la frontera con Francia. La Biblioteca, que parece ser la primera abierta al público en Liguria y una de las primerasen Italia, pertenece actualmente al Municipio de Ventimiglia y se conoce como Cívica Biblioteca Aprosiana.
Aprosio dejó muchas obras anónimas o firmadas con un seudónimo, casi todas de crítica. Demostró ser un incansable escritor cuando se trataba de defender la fama literaria de Giambattista Marino. La poética de Marino fue el centro de las más vivas polémicas literarias. La obra antimarinista más conocida quizá sea el Occhiale (1627) de Tommaso Stigliani, ferozmente impugnado por los partidarios de Marino. Aprosio participó en la controversia y el resultado fue la publicación de tres de sus libros: L’Occhiale stritolato, La Sferza poetica y Il Veratro.  En ellos, además de dar grandes muestras eruditas sobre la literatura clásica y sobre la moderna, Aprosio centra su examen en la defensa del Adone, atendiendo a todos los pasos que siguió Stigliani en su Occhiale.
Su polémica contra Stigliani extendió la fama de Aprosio en los círculos culturales del norte peninsular, especialmente en la Accademia degli Incogniti de la que formaría parte más tarde.
Padre Angélico Aprosio revela vivo interés por la lengua y la literatura española que a lo largo de su obra literaria. Interés atestiguado también por su correspondencia con personalidades muy importantes de la cultura española de su tiempo, como Nicolás Antonio, Juan Caramuel y otros.

## Obras
- Il Vaglio critico di Masoto Galistoni da Terama sopra il Mondo Nuovo del cav. Tomaso Stigliani da Matera, Rostock, 1637.
- Il Buratto. Replica di Carlo Galistoni al Molino del signor Stigliani, Venezia, 1642.
- L'Occhiale Stritolato di Scipio Glareano, per riposta al signor cavaliere Tomaso Stigliani, Venezia, 1641.
- La Sferza poetica, di Sapricio Saprici, lo scantonato accademico eteroclito. Per riposta alla prima censura dell'Adone del cavaliere Marino, fatta dal cavalier Tomaso Stigliani, Venezia, 1643.
- Del Veratro, apologia di Sapricio Saprici, per riposta alla seconda censura dell'Adone del cavalier Marino, fatta dal cavalier Tomaso Stigliani, parte prima, Venezia, 1645, parte seconda, Venezia, 1647.
- Annotazioni di Oldauro Scioppio all'arte degli amanti dell'ill. signor Pietro Michiele nobile veneto, Venezia, 1642.
- Sermoni di tutte le Domeniche, e Festività de' Santi, che occorrono nell'Avvento del Signore fino alla Purificazione della Vergine, disposti in varie risoluzioni morali, per Opera del P. Agostino Osorio Provinciale ne' Regni della Corona di Aragona, trasportati della Spagnola nell'Italiana favella da Oldauro Scioppio, Venezia, 1643.
- Lo Scudo di Rinaldo, o vero lo specchio del disinganno, opera di Scipio Glareano, Venezia, 1642.
- Le Bellezze della Belisa, tragedia dell'Ill. signor D. Antonio Muscettola, abbozzate da Oldauro Scioppio, Accademico Incognito e Geniale, Lovano, 1664.
- Della Patria d'A. Persio Flacco Dissertatione di Lodovico Aprosio Accademico Incognito di Venetia, geniale di Codogno, apatista di Firenze, ed Animoso di Gubbio ... Cavata dal libro primo delle Hore Pomeridiane del medesimo (en italiano). Genova: per Pietro Giouanni Calenzani. 1664. En esta obra Aprosio se dirige á probar que el poeta Aulo Persio Flaco era natural de Liguria y no de Volterra, como se había supuesto.
- Le Vigilie del Capricorno, note tumultuarie di Paolo Genari di Scio, Accademico Incognito di Venetia, alle epistole eroiche, poesie dell'eruditissimo signor Lorenzo Crasso, avvocato napolitano, Venezia, 1667.
- La Grillaia, curiosità erudite di Scipio Glareano (en italiano). Napoli: per Nouello de Bonis, ad istanzia di Adriano Scultore all'insegna di S. Marco. 1668.
- La Biblioteca Aprosiana. Passatempo Autunnale di Cornelio Aspasio Antivigilmi trà Vagabondi di Tabbia detto l'Aggirato (en italiano). Bologna: Manolessi. 1673.
- Bibliotheca Aprosiana: liber rarissimus, et a nonnullis inter ἀνεκδότους numeratus, jam ex lingua Italica in Latinam conversus. Præmisit præfationem notasque nonnullas addidit I.C. Wolfius (en latín). Hamburgi: literis Abrami Vandenhoeck. 1734.
- La Visieria alzata ; Hecatoste di Scrittori che vaghi d'andare in maschera, fuor del tempo di carnavale, sono scoperti da Giovanne Pietro Giacomo Villani, Senese, accademico humorista, infecondo & geniale. Passatempo canicolare inviato all'ill. signor Antonio Magliabechi, Parma, 1689.
- Pentecoste d'altri scrittori, che andando in Maschera fuor del tempo di carnevale, sono scoperti.